# Vlag van Gerkesklooster-Stroobos

Vlag van Gerkesklooster-Stroobos

De vlag van Gerkesklooster-Stroobos is de dorpsvlag van het Nederlandse tweelingdorp Gerkesklooster-Stroobos, in de Friese gemeente Achtkarspelen. De vlag werd in 1994 geregistreerd.
Later groeiden beide dorpen naar elkaar toe en de bewoners vormen nu één dorpsgemeenschap. Daarom heeft dit tweelingdorp Gerkeskleaster-Stroobos één dorpswapen en één vlag.

## Beschrijving
De beschrijving van de vlag is als volgt:
Groen, met een rode broekingsdriehoek en aansluitend een witte gaffel met een dikte gelijk aan 1/5 vlaghoogte en de bovenzijde naar de broekzijde gekeerd; op de rode broekingsdriehoek een gele lelie met een hoogte, gelijk aan 1/2 vlaghoogte.
De kleuren zijn afkomstig van het dorpswapen.

## Symboliek
- Gaffel: staat voor de splitsing van de waterwegen bij het dorp.[2]
- Groene velden: duidt op het groene landschap.[2]
- Rode driehoek: verwijzing naar de bebouwing van het dorp.[2]
- Lelie: symbool voor de Cisterciënzer kloosterorde, het plaatselijk klooster Jeruzalem was onderdeel van deze orde.[2]

## Zie ook

Wapen van Gerkesklooster-Stroobos